# Zwingenberg (Baden)
Zwingenberg is een gemeente in de Duitse deelstaat Baden-Württemberg, en maakt deel uit van het Neckar-Odenwald-Kreis.
Zwingenberg telt 677 inwoners. Bezienswaardig in het plaatsje zijn zowel het nog altijd bewoonde kasteel, als de pal daarlangs lopende zogenaamde Wolfsschlucht, een woest stuk natuur, dat mogelijk de inspiratiebron vormde voor componist Carl Maria von Weber (Freischütz). 
- Gemeinsame Normdatei: 4429022-6
- Library of Congress Control Number: n83232545
- Nationale Bibliotheek van Israël: 987007552958605171
- Virtual International Authority File: 126712860
- WorldCat: E39PBJvd9xJ96BhbW3KJQRHKVC

Adelsheim ·
Aglasterhausen ·
Billigheim ·
Binau ·
Buchen ·
Elztal ·
Fahrenbach ·
Hardheim ·
Haßmersheim ·
Höpfingen ·
Hüffenhardt ·
Limbach ·
Mosbach ·
Mudau ·
Neckargerach ·
Neckarzimmern ·
Neunkirchen ·
Obrigheim ·
Osterburken ·
Ravenstein ·
Rosenberg ·
Schefflenz ·
Schwarzach ·
Seckach ·
Waldbrunn ·
Walldürn ·
Zwingenberg